# Кульбицкий, Дмитрий Евгеньевич
Дмитрий Евгеньевич Кульбицкий (7 августа 1945, Минск — 26 ноября 2014, Тольятти, Самарская область) — менеджер высшего звена Куйбышевазот, организатор парусного спорта России

## Биография
В 1972 году окончил Куйбышевский энергетический техникум, а в 1979 — Институт физической культуры имени П. Ф. Лесгафта. Владел английским и немецким языками.
С 1963 по 1966 год работал сборщиком на Тольяттинском электротехническом заводе. С 1967 года по 1974 трудился в Институте организации энергетического строительства в системе Министерства энергетики, где прошёл путь от техника до заместителя начальника отдела материально-технического обеспечения.
С 1974 года работал на АО «КуйбышевАзот» начальником 86-го цеха, начальником сбыта (1985), помощником генерального директора по общим вопросам (1989), директором по транспорту (1992), советником генерального директора. В рамках работы с речным портом Тольятти, членом совета директоров которого он был, Кульбицкий разработал и внедрил метод «Прямой перевалки», контейнерные перевозки на предприятии, перевозку капролактама в жидком виде водным транспортом благодаря чему грузооборот порта увеличился на 300 тыс. тонн в навигацию
Работал директором по транспорту и советником генерального директора АО «КуйбышевАзот» с 1994 по 2014 год
Почётный энергетик России, заслуженный ветеран АО «КуйбышевАзот», награждён медалью «Ветеран труда»
Похоронен на Баныкинском кладбище Тольятти

## Парусный спорт
Парусным спортом начал заниматься в 8 лет в яхт-клубе Куйбышевгидростроя. В 1961 году стал чемпионом тогда ещё Ставрополя (ныне Тольятти) в национальном классе «М».
Был одним из активнейших энтузиастов парусного спорта. Был в числе основателей одного из крупнейших яхт-клубов России «Дружба», принадлежащего заводу «Куйбышевазот», возглавлял яхт-клуб с 1974 по 1985 год.
Президент ассоциации катамаранов России.
Мастер спорта СССР по дальнему спортивному плаванию, судья Всесоюзной категории по парусному спорту. Был судьёй на летних Олимпийских играх в 1980 году. В составе руководства сборной СССР и России по парусному спорту выезжал на чемпионаты Европы, Мира и Олимпиады. Обслуживал семь летних Олимпиад в качестве судьи
До самой смерти продолжал активно участвовать в регатах в разных классах крейсерских яхт в России и за рубежом. Экипаж Кульбицкого выиграл «Кубок чёрного моря» на Всероссийском парусном фестивале (2002), был призёром ежегодных парусных гонок крейсерских яхт «Кубок Волги».
Был членом попечительского совета и вице-президентом Всероссийской федерации парусного спорта. Возглавлял Межрегиональную ассоциацию парусных катамаранов класса «Торнадо» и «Накра-17»
Был одним из организаторов «малой кругосветки» — плавания вокруг Европы двух тольяттинских яхт, которые в 1996 году прошли через 9 морей и Атлантический океан, побывав в 33 портах мира.